# گنوزیلا
گنوزیلا یک نسخه گنو (برندسازی دوباره یک نرم‌افزار آزاد) از سوئیت برنامه موزیلا است (که با سی‌مانکی جایگزین شده‌است)
موزیلا نرم‌افزار آزاد و متن باز تولید می‌کند، اما باینری‌های آن شامل هنرهای علائم تجاری و چند نرم‌افزار اختصاصی همچون Talkback یا Breakpad، گزارش‌گر کرش آن‌ها می‌شود. برخی افزونه‌ها و پلاگین‌ها نیز همچنین نرم‌افزار غیر-آزاد هستند.

## گنو آیس‌کت
گنوزیلا شامل گنو آیس‌کت، نسخه گنو از مرورگر فایرفاکس است. همه نسخه‌ها در پوشه اف‌تی‌پی یکسان قرار دارند.
گنو آیس‌کت به‌طور فعال به‌روزرسانی می‌شود. گنو آیس‌کت در پی نسخه LTS فایرفاکس، با شماره  نسخه یکسان انتشار می‌دهد.
نسخه کامل گنوزیلا به‌طور فعال به‌روز نمی‌شود. آخرین نسخه گنوزیلا ۲۴٫۰ در ۱۶ اکتبر ۲۰۱۳ است و تمرکز اصلی روی گنو آیس‌کت، مرورگری است که از موزیلا فایرفاکس مشتق شده‌است.